# Alicia Penalba

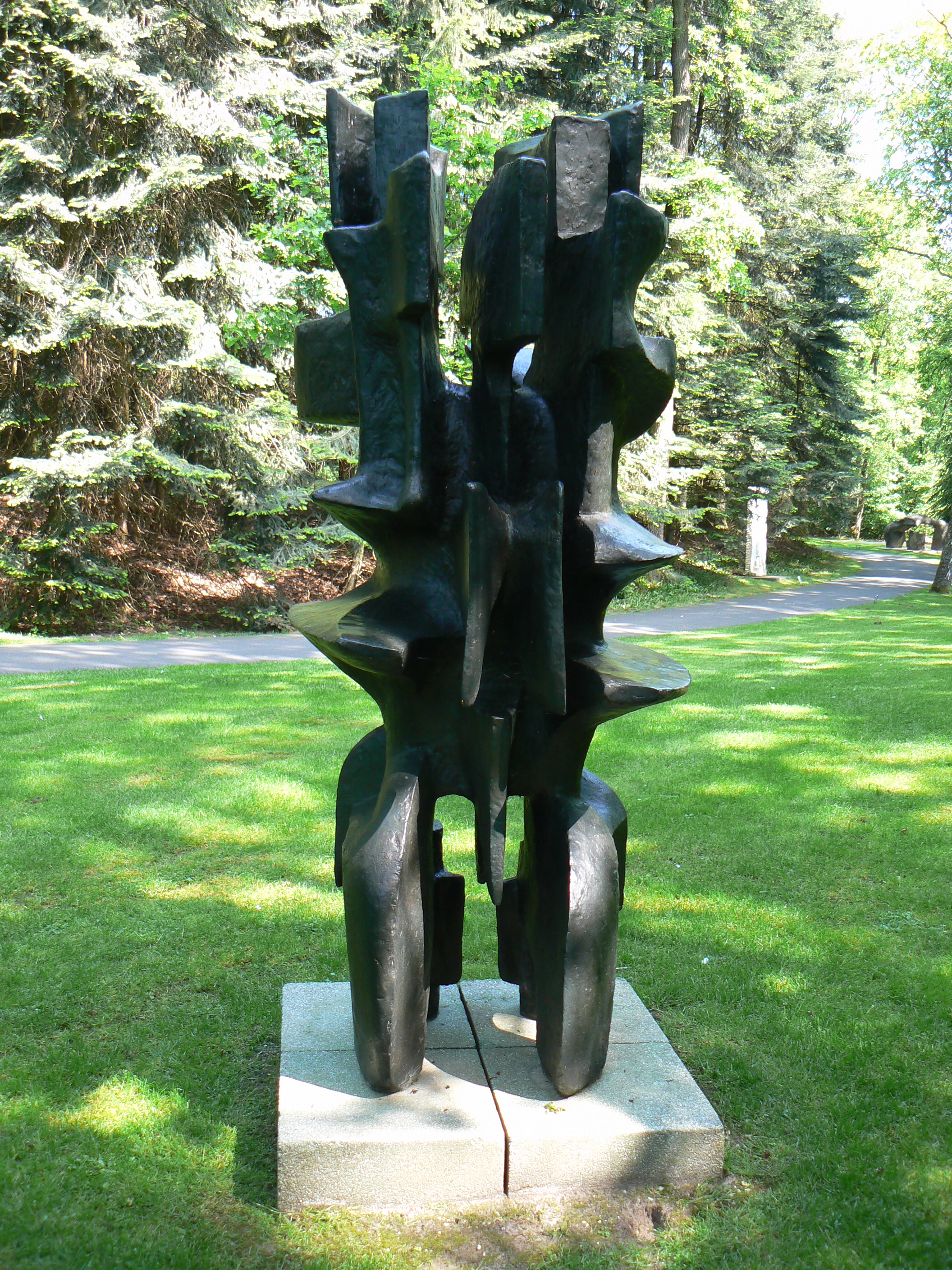
Alicia Penalba-Grand double (1962/4) en el parque del Museo Kröller-Müller.

Alicia Penalba (9 de agosto de 1913, San Pedro, Argentina - 4 de noviembre de 1982, París, Francia) fue una escultora argentina. Sus obras se enmarcan en el movimiento de arte abstracto no figurativo y se entroncan con los trabajos de Etienne Martin, François Stahly, Karl-Jean Longuet, Étienne Hajdu, Simone Boisecq y Marta Colvin que protagonizaron la renovación del lenguaje escultórico a partir de 1950.

## Biografía
Alicia había nacido en la localidad de San Pedro, en la Provincia de Buenos Aires, Argentina in 1913, y pasó parte de su niñez en Chile. Si bien vivió en París una parte importante de su vida, sus trabajos muestran influencias profundas de los paisajes de su niñez. También vivió por períodos en Pietrasanta, Italia, donde se fundieron varias de sus esculturas en bronce.
Desde pequeña mostró una marcada vocación por la pintura y el dibujo. A la edad de dieciséis años (1929), Alicia comenzó sus estudios de arte en la Escuela Superior de Bellas Artes de la Nación Ernesto de la Cárcova en Buenos Aires. En 1948 viaja a Francia con una beca para estudiar técnicas de litografía en el École Nationale Supérieure des Beaux-Arts en París. Allí Penalba estudió con el escultor Honorio García Condoy, y en 1950, mientras realizaba estudios con Ossip Zadkine en la Académie de la Grande Chaumière, Penalba tomó la decisión de dedicarse por completo a la escultura.

## Trayectoria
Al crear su primera obra nofigurativa en 1951, ella destruyó la mayoría de sus trabajos previos, con el deseo de romper con su pasado y comenzar una serie completamente nueva de esculturas. Ella comienza a producir esculturas como tótems, composiciones abstractas, y composiciones verticales que llama con nombres de animales, elementos del mundo vegetal y fuerzas naturales. Si bien los críticos a menudo suponían que estas formas eran representaciones abstractas de lo expresado en sus títulos, Penalba explicaba sus obras como expresiones de formas naturales y eróticas espiritualizadas, que eran las que ella consideraba las fuentes de su creatividad.
Durante la década de 1960, Penalba abandonó su preferencia por las esculturas verticales, y procede a realizar esculturas horizontales. Luego experimenta con obras monumentales, y más abiertas que pueden ser penetradas por la luz desde todas direcciones. Si bien por lo general sus esculturas estaban realizadas en metal, cemento, y poliéster, las formas terminadas mantenían esa textura y calidad de la arcilla que era el material favorito de Penalba.

## Reconocimientos
Días antes de fallecer, en 1982, Alicia recibió el Premio Konex como una de las escultoras más importantes del siglo XX en la Argentina.